# Campeonato Amapaense 1995
In 1995 werd het 51ste Campeonato Amapaense gespeeld voor voetbalclubs uit de Braziliaanse staat Amapá. De competitie werd gespeeld van 3 september tot 3 december en werd georganiseerd door de FAF. Independente werd kampioen.

## Eerste fase
| Plaats | Club         | Wed. | W | G | V | Saldo | Ptn. |
| ------ | ------------ | ---- | - | - | - | ----- | ---- |
| 1.     | Independente | 8    | 5 | 2 | 1 | 17:5  | 17   |
| 2.     | Macapá       | 8    | 4 | 4 | 0 | 12:3  | 16   |
| 3.     | Oratório     | 8    | 4 | 2 | 2 | 9:7   | 14   |
| 4.     | Cristal      | 8    | 2 | 1 | 5 | 8:12  | 7    |
| 5.     | Amapá (1)    | 8    | 0 | 1 | 7 | 3:22  | -4   |

 (1): Amapá kreeg vijf strafpunten voor het opstellen van een niet-speelgerechtigde speler. 
|  | Geplaatst voor tweede fase, krijgt daar één bonuspunt |
|  | Geplaatst voor tweede fase                            |

## Tweede fase
| Plaats | Club         | Wed. | W | G | V | Saldo | Ptn. |
| ------ | ------------ | ---- | - | - | - | ----- | ---- |
| 1.     | Independente | 3    | 2 | 1 | 0 | 4:2   | 8    |
| 2.     | Cristal      | 3    | 2 | 0 | 1 | 3:1   | 6    |
| 3.     | Macapá       | 3    | 1 | 0 | 2 | 2:4   | 3    |
| 4.     | Oratório     | 3    | 0 | 1 | 2 | 1:3   | 1    |

|  | Kampioen |

### Kampioen
| Campeonato Amapaense de 1995     |
| Amapá                            |
| -------------------------------- |
| INDEPENDENTE Kampioen (4° titel) |